# Vivien Goldman

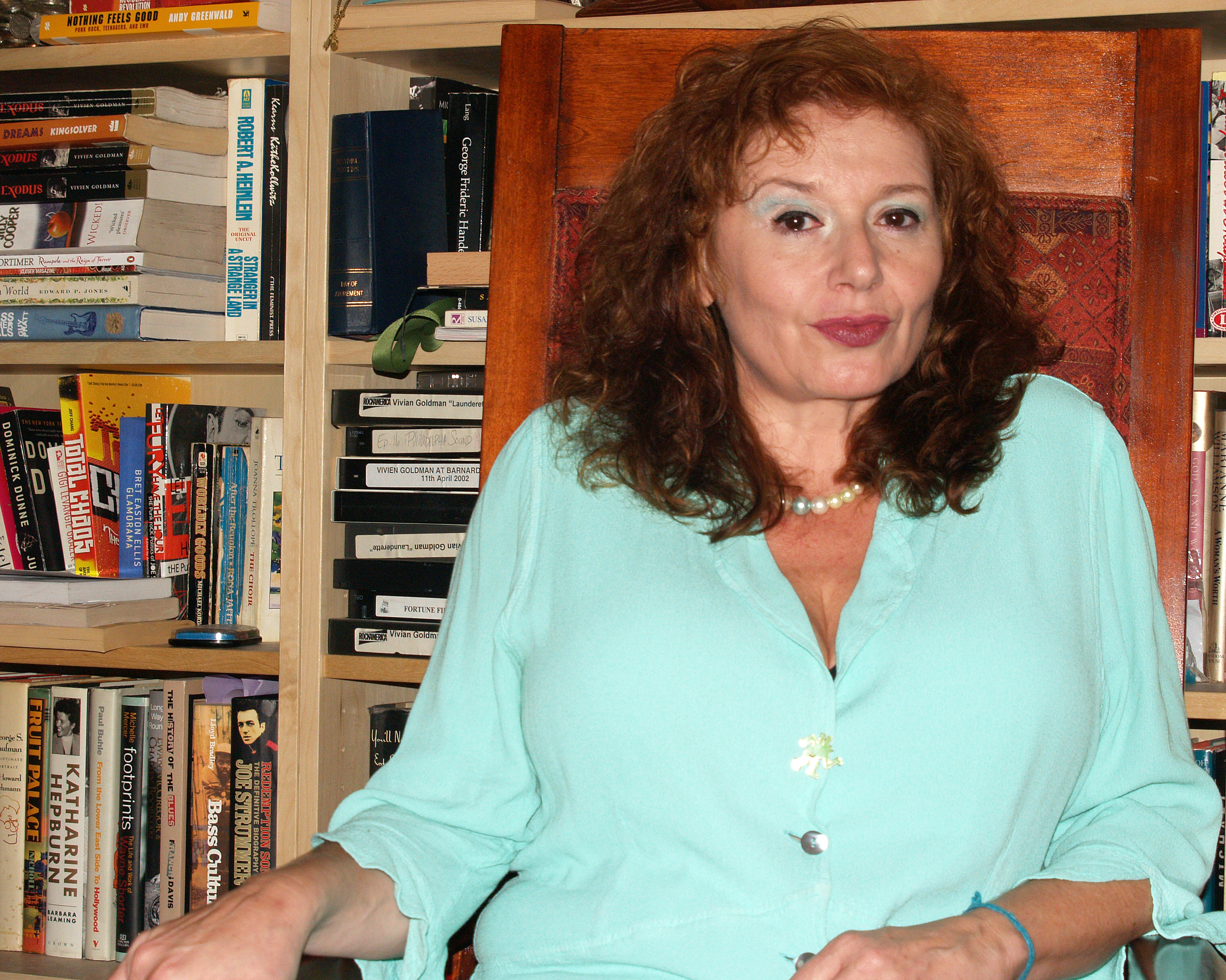
Vivien Goldman (2007)

Vivien Goldman (geboren 25. August 1954 in London) ist eine britische Sängerin und Musikjournalistin für Punk und Reggae.

## Leben
Vivien Goldman ist das Kind zweier jüdischer Flüchtlinge aus dem nationalsozialistischen Deutschland. Sie studierte Literatur an der University of Warwick (BA) und arbeitete einige Jahre als PR-Mitarbeiterin beim Label Island Records. In Paris gehörte sie zu den Gründern der Gruppe The Flying Lizards und produzierte 1981 die EP Dirty Washing. Sie sang und schrieb Songs für Massive Attack, Coldcut und Ryuichi Sakamoto.
Goldman schrieb Beiträge für die Musikmagazine New Musical Express, Sounds und Melody Maker über Reggae, Punk und Post-Punk. Beiträge von ihr wurden auch in New Statesman gedruckt. Goldman schrieb die erste Biografie über Bob Marley. Goldman produzierte 1989 bei der Fernsehshow Big World Café im Channel 4 mehrere Sendungen zur Verbindung von englischsprachiger Musik und Weltmusik.
Goldman nimmt Lehraufträge für Punk- und Reggae-Musik an der Tisch School of the Arts der New York University (NYU) und ebenfalls an der School of Communication and Information der Rutgers University wahr.
Goldman lebt in Manhattan.

## Werke (Auswahl)
Schriften
- Die Rache der She-Punks. Eine feministische Musikgeschichte von Poly Styrene bis Pussy Riot. Aus dem Englischen übersetzt von Vojin Saša Vukadinović. Mainz: Ventil Verlag, 2021
- The Book of Exodus: The Making and Meaning of Bob Marley and the Wailers’ Album of the Century, Three Rivers Press, New York 2006
- Janette Beckman; Vivien Goldman; Paolo Hewitt: Made in the UK: the music of attitude, 1977-1983. PowerHouse Books, New York 2005
- The Black Chord: Visions of the Groove: Connections between Afro-Beats, Rhythm and Blues, Hip Hop, and More. Fotos von David Corio, Vorwort von Isaac Hayes. Universe, New York 1999
- Pearl’s Delicious Jamaican Dishes: Recipes from Pearl Bell’s Repertoire. Island Trading, New York 1992
- Vivien Goldman, Louise Gray, Chris Heath: Rhythm King: the dance label. Fantail, 1990
- Kid Creole and the Coconuts: Indiscreet. Zomba Books, London 1983
- mit Adrian Boot: Bob Marley, Soul Rebel – Natural Mystic. St Martin’s Press, New York 1981

Töne
- Bill Brewster, Quinton Scott: Disco, not disco: post punk, electro & Leftfield disco classics. 1974-1986. Interpr.: u. a. Vivien Goldman. K7, Berlin 2008
- Dirty washing. Vivien Goldman; George Oban. 99 Records, New York City um 1981
- Laudrette. Window – WIN 1, 1981, discogs